# Юраш Святослав Андрійович
Святослав Андрійович Юраш (нар. 16 лютого 1996, Львів, Україна) — український політик та громадський діяч. Активний учасник Революції Гідності. Народний депутат України IX скликання від партії «Слуга народу».
Ініціатор та голова найбільшого в історії міжфракційного об'єднання «Цінності. Гідність. Родина». Ініціатор та секретар другого найбільшого в історії міжфракційного об'єднання «Intermarium». Член Комітету Верховної Ради з питань зовнішньої політики та міжпарламентського співробітництва, голова підкомітету з питань зв'язків і захисту прав та інтересів українців за кордоном.

## Життєпис
Святослав Юраш народився 16 лютого 1996 року у Львові в родині релігієзнавця та політолога Андрія Юраша та кінопродюсерки і підприємиці Діани Юраш.
Розпочав шкільну освіту в школі-гімназії святої Софії. Закінчив навчання в гімназії міжнародних відносин ім. В.Стуса. Вступив до Варшавського університету на англомовну частину факультету міжнародних відносин. Провчившись певний час у Польщі, Юраш продовжив навчання в Індії та вступив до Калькуттського університету на аналогічний факультет. Перервав навчання у зв'язку із початком подій на Євромайдані.
Повернувся в Україну у грудні 2013 року та заснував міжнародний центр Євромайдану, де започаткував Euromaidan PR, який відіграв важливу роль в інформаційній кампанії протестувальників, та завдяки якому на різних медіаплатформах почалося мовлення сімома мовами. 
За участь у подіях Революції Гідності отримав орден «За заслуги» III ступеня, який йому вручив Петро Порошенко в лютому 2019 року.
З 2014 до 2019 рік був місцевим продюсером Fox News в Україні. Перші 6 місяців російсько-української війни працював з Fox News на окупованій частині Донбасу, висвітлюючи злочини російських найманців та проросійських сепаратистів і видаючи себе за польського продюсера. Після повернення з війни співпрацював із міжнародними організаціями, державними, громадськими, медійними та бізнесовими структурами.[джерело?]
З 2014 року був представником та обіймав посаду заступника директора Світового Конґресу Українців у Києві.
З 2014 по 2019 рік був секретарем та Головою комунікацій творчого об'єднання Вавилон'13.
З 2015 по 2019 рік був секретарем Громадської Ради при Парламентському комітеті у закордонних справах. 
2015 року співзаснував «Дім Вільних Людей». 
У 2015 р. очолив наглядову раду організації «Новий Донбас». 
У 2015—2016 роках працював координатором комунікацій в Western NIS Enterprise Fund.
У 2017—2019 роках взаємодіяв як місцевий продюсер з BBC.
У 2017—2018 роках співпрацював з агроконсалтинговою компанією Black Earth Innovations.
2019 року заснував та очолив об‘єднання випускників американських програм та університетів USAlums.
13 вересня 2022 повідомив пресі, що бере участь у російсько-українській війні.

## Політична діяльність
2019 року Юраш був обраний Народним депутатом за партійним списком від партії «Слуга народу» і став наймолодшим народним депутатом IX скликання, а також в історії України.
Виконує обов'язки:
- голови Постійної делегації у Парламентській асамблеї ГУАМ.
- керівника групи з міжпарламентських зв'язків з Ірландією.
- керівника групи з міжпарламентських зв'язків з Федеративною Республікою Бразилія.
- керівника групи з міжпарламентських зв'язків з Республікою Індія.
- керівника групи з міжпарламентських зв'язків з Федеративною Демократичною Республікою Ефіопія.
- заступника керівника групи дружби з Ізраїлем.
- заступника керівника групи дружби з Японією.
- заступника керівника групи дружби з Румунією.
- секретаря групи дружби з США.
- заступника члена делегації Euronest.

З 17 жовтня 2019 — член тимчасової слідчої комісії ВРУ з питань розслідування відомостей щодо дотримання вимог законодавства під час зміни власників інформаційних телеканалів та забезпечення протидії інформаційному впливу Російської Федерації.
17 січня 2020 ініціював та співголовує найбільше в історії України міжфракційного об'єднання «Цінності. Гідність. Родина». Понад 300 депутатів з усіх фракцій та груп у парламенті долучились до цього МФО. Метою є захист вічних цінностей українського суспільства і протидія спробам знищити фундаментальне природне право в ім'я політичної моди; підготовка та прийняття законів, які сприятимуть зміцненню родинних цінностей, принципів гідного суспільства та вихованню на основі сімейних цінностей дітей та молоді; а також популяризація та донесення широкого спектра світової консервативної думки до української інтелектуальної спільноти.
Є ініціатором та секретарем «Intermarium», другого найбільшого в історії міжфракційного депутатського об'єднання. Метою є долучення України до проєкту єднання країн ширшого центрального і східного європейського регіону Intermarium та роботу над політично-економічним, ціннісно-культурним та воєнно-оборонним єднанням.
З 19 травня 2021 року — член тимчасової слідчої комісії ВРУ з питань розслідування можливих протиправних дій представників органів державної влади та інших осіб, що могли сприяти порушенню державного суверенітету, територіальної цілісності та недоторканності України і становити загрозу національній безпеці України.

## Нагороди
- Орден «За заслуги» III ступеня (20 лютого 2019) — за громадянську мужність, самовіддане відстоювання конституційних засад демократії, прав і свобод людини, виявлені під час Революції Гідності, плідну громадську та волонтерську діяльність[24].

## Критика
29 липня 2019 року громадський рух кінодокументалістів #BABYLON'13 виключив зі своїх лав Святослава Юраша через «одіозну риторику» щодо мовного закону та реформ МОЗ України. Раніше повідомлялось, що Юраш порівняв Закон України «Про забезпечення функціонування української мови як державної» з батогом.
У 2022 році проголосував за містобудівну реформу, яка впроваджувалася в інтересах забудовників.
Був єдиним депутатом від «Слуги народу», який голосував проти ратифікації Стамбульської конвенції. Окрім нього, проти проголосували Ігор Гузь (За майбутнє), Ярослав Рущишин, Андрій Шараскін (Голос), Андрій Аксьонов, Вікторія Гриб, Вадим Новинський, Дмитро Шпенов (позафракційні). Раніше, він заявляв, що саме завдяки його об'єднанню «Цінності. Гідність. Родина» у парламенті не було цієї конвенції, також він відзначив щомісячні бесіди з Радою церков.
22 липня 2025 проголосував за прийняття змін в законопроєкті 12414, які обмежують повноваження незалежних НАБУ та САП.

## Родина
Батько — Андрій Юраш, релігієзнавець, колишній директор департаменту у справах релігії та національностей Міністерства культури. Посол України у Ватикані.
Мати — Діана Юраш, кінопродюсерка, продюсерка та директор компанії DZIDZIOFILM, член Української Кіноакадемії.
Колишня дружина — Софія Юраш (нар. 1996), приватна підприємиця. Одружилися весною 2019. В грудні 2021 розлучилися.
Син — Лев Юраш (нар. жовтень 2019), хрещений 1 вересня 2020 року патріархом Константинопольським Варфоломієм I в Стамбулі.